# 赤兰溪水库
赤兰溪水库是中国福建省漳州市漳浦县白水镇境内的一座水库，位于马坪支流上，建于1966年。水库正常库容为962万立方米，集雨面积为18平方千米，海拔为142米。